# Адров, Михаил Михайлович
Михаил Михайлович Адров (28 сентября 1908, Астрахань — 12 марта 1983) — океанолог, кандидат географических наук, заведующий лабораторией гидрологии (промысловой океанографии) ПИНРО (1948—1973).

## Биография
Родился 28 сентября 1908 года в городе Астрахань Астраханской губернии.
В 1932 году окончил Московский институт рыбной промышленности им. Микояна (специальность — инженер-ихтиолог). После окончания вуза переехал в Мурманск и начал работать в Северной сельдяной экспедиции, которая в 1934 году была включена в состав ПИНРО.
В 1935—1939 годах учился в аспирантуре при ВНИРО по специальности «гидрология моря». После окончания которой вернулся в ПИНРО.
С началом Великой Отечественной войны, поступил на службу начальником базовой Гидрометстанции Северного флота на Белом море, после которой в 1946—1948 годах служил в Архангельском управлении Гидрометслужбы.
В 1948 году защитил кандидатскую диссертацию на тему «О глубинных холодных водах Кандалакшского залива Белого моря».
В октябре 1948 года был назначен заведующим лабораторией гидрологии моря (промысловой океанографии) ПИНРО.
В ходе научной деятельности Адров уточнил карту течений Баренцева моря, открыл явление дефицита кислорода в местах концентрации рыбы и предложил метод кислородной индикации для поиска промысловых рыбных скоплений, написал более 70 научных работ, участвовал в многочисленных морских экспедициях.
Сын — Адров Николай Михайлович (род. 19.10.1946), доктор географических наук.
Сын - Адров Валерий Михайлович (род. 30.12.1937), кандидат философских наук, Представитель Президента Российской Федерации по Астраханской области, г.Астрахань.
Заместитель председателя Комитета Совета Федерации по делам Федерации, Федеративному договору и региональной политике.
Член Комиссии Совета Федерации по Регламенту и парламентским процедурам.
Сын - Адров Юлий Михайлович
Дочь - Ковтунова (Адрова) Екатерина Михайловна

## Сочинения
- Об изменчивости гидрологических условий и влиянии их на промысел в районе западно-гренландских банок. — М.; Мурманск, 1960;
- Термика Баренцева моря и акклиматизация горбуши. — Мурманск, 1963;
- Разведка скоплений рыбы в океане по аномалиям растворенного кислорода. — Мурманск, 1975;
- Адров М. М. Избранные труды по промысловой океанологии / под. ред. Н. М. Адрова. Мурманск: Изд-во ПИНРО, 2005. 308 с.

## Награды
- Медаль «За оборону Советского Заполярья»
- Медаль «За победу над Германией в Великой Отечественной войне 1941—1945 гг.»